# 드 브루인-뉴먼 상수
드 브루인-뉴먼 상수(De Bruijn–Newman constant)는 {\displaystyle \Lambda } 로 표시되고 니콜라스 드 브루인(Nicolaas Govert de Bruijn)과 찰스 뉴먼(Charles M. Newman)의 이름을 따서 명명되었고, 함수 {\displaystyle H(\lambda ,z)} 의 영점을 통해 정의된다. 여기서 {\displaystyle \lambda }는 실수인 매개 변수이고 {\displaystyle z}는 복소수 변수이다.
{\displaystyle \lambda \geq \Lambda } 인 경우에서만 {\displaystyle H}는 실근을 가지게 된다.
이 상수는 리만 가설과 밀접하게 관련되어있다. 단적으로, 리만 가설은 {\displaystyle \Lambda \leq 0}이라는 추측과 동일하다.
드 브루인(De Bruijn)은 1950년에 {\displaystyle \lambda \geq {1 \over 2}}이어야만 {\displaystyle H}가 실근을 가짐을 보였고, 또한 어떤 {\displaystyle \lambda }에 대해 {\displaystyle H}가 실근만을 가질 경우 {\displaystyle \lambda }보다 더 큰 임의의 실수에 대해서도 실근만을 갖는다는 것을 보여 주었다. Newman은 1976년에 {\displaystyle H}가 실근을 가지는 경우가 오직 {\displaystyle \lambda \geq \Lambda } 일 때라는 이 명제에서의 {\displaystyle \Lambda }가 상수임을 증명하였고, 이는 {\displaystyle \Lambda }가 유일성을 가진다는 것도 증명해주었다.
뉴먼(Newman)은 {\displaystyle \Lambda \geq 0} 이라고 추측함으로서, 리만 가설의 흥미로운 대응을 보여주었다.
{\displaystyle \Lambda }에 대한 심화된 계산은 1988년 이래로 작성되었으며 아래 테이블에서 볼 수 있듯이 지금까지 확인되고 있다.
| Year | Lower bound on Λ |
| ---- | ---------------- |
| 1988 | −50              |
| 1991 | −5               |
| 1990 | −0.385           |
| 1994 | −4.379×10−6      |
| 1993 | −5.895×10−9      |
| 2000 | −2.7×10−9        |
| 2011 | −1.1×10−12       |

리만 제타 함수에서 자이 함수 {\displaystyle \xi }의 정의로 부터,
{\displaystyle \xi (iz)={1 \over 2}\left(z^{2}-{1 \over 4}\right)\pi ^{\left({{-z} \over {2-{1 \over 4}}}\right)}\Gamma \left({1 \over 2}z+{1 \over 4}\right)\zeta \left(z+{1 \over 2}\right)}
푸리에 변환에서
{\displaystyle H(\lambda ,z)=\Phi (t)e^{\lambda t^{2}}}
{\displaystyle \xi (1/2+iz)=A{\sqrt {\pi }}(\lambda )^{-1}\int _{-\infty }^{\infty }e^{{\frac {-1}{4\lambda }}(x-z)^{2}}H(\lambda ,x)\,dx}
{\displaystyle H(0,x)=\xi (1/2+ix)}
{\displaystyle H(z,\lambda )=B{\sqrt {\pi }}(\lambda )^{-1}\int _{-\infty }^{\infty }e^{{\frac {-1}{4\lambda }}(x-z)^{2}}\xi (1/2+ix)\,dx}

## 같이 보기
- 리만 제타 함수
- 푸리에 변환
- 수학 상수